# LEADER (Motor)
Der LEADER-Motor ist eine Motorengeneration von Piaggio. Leader-Motoren wurden zwischen 1999 und ungefähr 2010 gebaut.

## Vorgeschichte
Zweiräder wurden traditionell mit Zweitaktmotoren ausgestattet, die einfacher zu bauen, einfacher zu warten und leistungsstärker waren als Viertaktmotoren, die nur im Verbrauchs- und Abgasverhalten Vorteile zeigen. Das in den 1970er Jahren einsetzende Umweltbewusstsein erfasste in den 1980ern die Automobilindustrie und später auch die Zweiradbranche, die mit immer strengeren Abgasnormen bedacht wurde, was dazu führte, dass Viertaktmotoren Verwendung fanden. Piaggio stellte Mitte der 90er Jahre im Piaggio Sfera, Piaggio Vespa ET4 und im Piaggio Hexagon luftgekühlte Viertaktmotoren vor, bevor ab 2000 der LEADER-Motor eingesetzt wurde, wobei diese Motoren den serienmäßigen Zweitaktern durchaus ebenbürtig waren.

## Technik
Der LEADER-Motor (L.E.AD.E.R., Low Emission ADvanced Engine Range) wurde 1999 als luftgekühlter 2-Ventil-Viertaktmotor und als wassergekühlter 4-Ventil-Viertaktmotor mit Hubräumen zwischen 125 cm³ und 180 cm³ vorgestellt die Motorenpalette wurde später auf 250 cm³ erweitert. Gemeinhin werden die luftgekühlten Motoren mit AC (air cooled) und die wassergekühltem mit LC (liquid cooled) bezeichnet. Der LEADER-Motor entsprach anfangs der Norm Euro 2 und kam in vielen Fahrzeugen des Piaggio-Konzerns zum Einsatz, was er auch im Akronym trägt: er ist abgasarm und vielseitig einsetzbar. Im Jahr 2007 wurde der Leader-Motor mit einem ungeregelten Katalysator ausgestattet, um die Euro 3-Norm zu erfüllen. Der LEADER-Motor wurde bei großen Hubräumen ab 2005 durch den QUASAR-Motor und bei luftgekühlten Motoren 2012 durch den LEM-Motortyp abgelöst.

## Technische Daten
|                              | 125 | 150 | 200 | 125 | 180 | 200 | 250 |
| Bauzeit                      | 2000–2010 | 2000–2010 | | seit 2000 | 2000–2005 | 2003–2005 | 2003–2004 |
| Kühlung                      | luftgekühlt                                                                                                   | luftgekühlt                                                                                                   | luftgekühlt                                                                                                   | wassergekühlt                                                                                                 | wassergekühlt                                                                                                 | wassergekühlt                                                                                                 | wassergekühlt                                                                                                 |
| Gemischbildung               | Vergaser, Einspritzung                                                                                        | Vergaser, Einspritzung                                                                                        | Vergaser, Einspritzung                                                                                        | Vergaser (Walbro, Mikuni oder Keihin)                                                                         | Vergaser (Walbro, Mikuni oder Keihin)                                                                         | Vergaser (Walbro, Mikuni oder Keihin)                                                                         | Vergaser (Walbro, Mikuni oder Keihin)                                                                         |
| Hubraum                      | 124 cm³ | 151 cm³ | 198 cm³ | 124 cm³ | 182 cm³ | 189 cm³ | 244 cm³ |
| Ventile                      | 2 (SOHC) | 2 (SOHC) | 2 (SOHC) | 4 (SOHC) | 4 (SOHC) | 4 (SOHC) | 4 (SOHC) |
| Bohrung × Hub (mm)           | 57,0 × 48,6                                                                                                   | 62,8 × 48,6                                                                                                   | 72,0 × 48,6                                                                                                   | 57,0 × 48,6                                                                                                   | 69,0 × 48,6                                                                                                   | 72,0 × 48,6                                                                                                   | 72,0 × 60,0                                                                                                   |
| Verdichtungsverhältnis       | 10,5 : 1 | 10,5 : 1 | 9,5:1 | 11,5 – 13 : 1                                                                                                 | 11,5 – 12,5 : 1                                                                                               | 11,5 – 12,5 : 1                                                                                               | |
| Vergasertyp                  | | | | Walbro WVF-7C 0 29mm, Keihin CVK N 305F 30mm                                                                  | Walbro WVF-7D 0 29mm                                                                                          | Keihin CVK 301F Walbro WFV-7P                                                                                 | |
| Keihin                       | | | | HD 98 oder 108, ND 38                                                                                         | | HD 92, ND 38                                                                                                  | |
| Drehzahlbegrenzer 1./2.      | | | | 10700 / 11000                                                                                                 | 9900 / 10100                                                                                                  | 9900 / 10100                                                                                                  | |
| Zündkerze                    | | | | Champion RG 4 HC, NGK CR 8 EB                                                                                 | Champion RG 4 HC, NGK CR 8 EB                                                                                 | Champion RG 6 YC                                                                                              | |
| Vorzündung                   | | | | 10°@2000 – 34°@6000 10°@2000 – 29°@6750 – 34°@9000                                                            | 10°@2000 – 32°@6000 10°@2000 – 30°>4000 – 35°>7000                                                            | 10°@2000 – 32°@6500                                                                                           | |
| max. Leistung (PS) bei 1/min | 7,9 kW (10,7 PS) 8250                                                                                         | 8,6 kW (11,7 PS) 8000                                                                                         | 9,1 kW (12,5 PS) 6750                                                                                         | 10,9 kW (15 PS) 9000–10000                                                                                    | 14,0 kW (19 PS) 9000                                                                                          | 14,7 kW (20 PS) 8500                                                                                          | 16,2 kW (22 PS) 8250                                                                                          |
| max. Drehmoment bei 1/min    | 9,6 Nm 6500                                                                                                   | 11,8 Nm 6250                                                                                                  | 14,5 Nm | 12 Nm 8000–8500                                                                                               | 17 Nm 7000–7500                                                                                               | 17,5 Nm 6500–7000                                                                                             | 20,2 Nm 6500                                                                                                  |
| Motoröl in Liter             | 1,0 | 1,0 | 1,0 | 1,0 (synth., 5W-40, API SL, ACEA A3, JASO MA)                                                                 | 1,0 (synth., 5W-40, API SL, ACEA A3, JASO MA)                                                                 | 1,0 (synth., 5W-40, API SL, ACEA A3, JASO MA)                                                                 | 1,0 (synth., 5W-40, API SL, ACEA A3, JASO MA)                                                                 |
| Getriebe                     | stufenlose Keilriemenautomatik mit Drehkraftunterstützung und Fliehkraftkupplung. Zahnrad-Reduktionsgetriebe. | stufenlose Keilriemenautomatik mit Drehkraftunterstützung und Fliehkraftkupplung. Zahnrad-Reduktionsgetriebe. | stufenlose Keilriemenautomatik mit Drehkraftunterstützung und Fliehkraftkupplung. Zahnrad-Reduktionsgetriebe. | stufenlose Keilriemenautomatik mit Drehkraftunterstützung und Fliehkraftkupplung. Zahnrad-Reduktionsgetriebe. | stufenlose Keilriemenautomatik mit Drehkraftunterstützung und Fliehkraftkupplung. Zahnrad-Reduktionsgetriebe. | stufenlose Keilriemenautomatik mit Drehkraftunterstützung und Fliehkraftkupplung. Zahnrad-Reduktionsgetriebe. | stufenlose Keilriemenautomatik mit Drehkraftunterstützung und Fliehkraftkupplung. Zahnrad-Reduktionsgetriebe. |
| Rollenformat u. -gewicht     | 19×17 – 8,7g                                                                                                  | 19×17 – 10,2g                                                                                                 | | 19×17 – 7,3g                                                                                                  | 20,6×17 – 10,7g                                                                                               | 20,6×17 – 10,7g                                                                                               | 20,6×17 |
| Farbe der Variorollen        | | gelb | | rot | blau | blau | |
| Maße des Varioriemens        | 814 × 22,5 mm                                                                                                 | 814 × 22,5 mm                                                                                                 | | 814 × 22,5 mm                                                                                                 | 826 × 20,5 mm                                                                                                 | 826 × 20,5 mm                                                                                                 | |
| Übersetzung von – bis        | 1:29,26 – 1:8,78                                                                                              | 1:29,26 – 1:8,78                                                                                              | | 1:29,26 – 1:8,78                                                                                              | | | |
| Spreizung des CVT            | 3,34 | 3,34 | | 3,34 | 3,09 | 2,95 | 2,82 |
| Gewicht in kg                | 30 | 30 | 30 | 33 | 35 | 35 | 36 |

- a Die Werte entstammen den Handbüchern und der Piaggio-Webseite

## Fahrzeuge

### Luftgekühlte
- Aprilia Mojito
- Derbi Boulevard
- Italjet Jet Set
- Italjet Torpedo
- Piaggio X8 150 Street
- Piaggio Skipper
- Piaggio Typhoon 125
- Piaggio Fly 125
- Piaggio Liberty 125
- Vespa ET
- Vespa LX

### Wassergekühlte
- Aprilia Atlantic 125
- Aprilia Scarabeo 125
- Aprilia Scarabeo 125 Touring
- Aprilia Sportcity 125
- Aprilia Atlantic 200
- Derbi GPR 125 Racing
- Gilera DNA 125
- Gilera Runner 125 VX
- Gilera Runner 125 ST
- Gilera Nexus 125
- Gilera DNA 180
- Gilera Runner 180 VXR
- Piaggio Hexagon 125 GTX
- Piaggio Super Hexagon 125 GTX
- Piaggio MP3 125
- Vespa GT 125
- Vespa GTS 125
- Piaggio X7 125
- Piaggio X8 125
- Piaggio X9 125 SL
- Piaggio X9 125 Evolution
- Piaggio Hexagon 180 GTX
- Piaggio Super Hexagon 180 GTX
- Vespa GT 200
- Piaggio X8 200
- Piaggio X9 200 Evolution
- Piaggio Carnaby 125

## Varianten
Sämtliche Motorvarianten haben einen Kolbenhub von 48,6mm, wodurch viele Bauteile gleich oder sehr ähnlich ausgeführt werden konnten. Die Variation erfolgt ausschließlich über die Zylinderbohrung. Mehrmals wurde die Auspuffanlage und damit das Abgasverhalten verbessert. Die letzte Motorengeneration erreichte die Abgasnorm Euro 3. Es gibt Varianten mit hinterer Trommel- oder Scheibenbremse, erwähnt wurde bereits die Luft- und Wasserkühlung. Daneben gibt es ein langes und ein kurzes Gehäuse (Motorschwinge), denn hiermit wird der Länge des Motors an das Fahrzeug bzw. an die Größe des Hinterrades angepasst. Deshalb gibt es auch zwei verschieden lange Varioriemen. Die Anpassung der Übersetzung an die Größe des Rades geschieht mit dem sekundären Zahnradpaar im Reduktionsgetriebe, von dem es ebenfalls zwei Versionen gibt. Ein kleines Reduktionsgetriebe für die Kurzschwingen, das sogar in zwei Varianten bestückt werden kann, nämlich als kurze Konfiguration für 10″- und 11″-Räder und in einer langen Konfiguration für 12″- bis 14″-Räder und ein großes bei den Langschwingen, das für 15″- und 16″-Räder verwendet wird und auch beim Quasar Verwendung findet. Eine weitere Variation besteht in der Getriebeausgangswelle, es gibt Motoren mit einer dünnen und Motoren mit einer dicken Getriebeausgangswelle.
| Hinterrad                       | primär | sekundär | gesamt a) | Modelle (Auswahl), Bemerkungen                                 |
| 120/70-11                       | 15/46  | 12/39    | 9,96      | Hexagon 125 GTX mit 11″-Felge                                  |
| 130/70-12                       | 15/46  | 15/53    | 10,83     | Vespa GTS 125                                                  |
| 140/60-13                       | 15/46  | 13/44    | 10,37     | X8 125, XEvo 125, Runner 125 VX, Hexagon 125 GTX mit 12″-Felge |
| 140/70-14                       | 15/46  | 12/45    | 11,50     | Derbi GP1 125                                                  |
| 140/70-14                       | 15/46  | 12/44    | 11,2      | X9 125, GTV 125, MP3 125                                       |
| 15 od. 16 Zoll                  |        |          |           | Rambla, Beverly, Carnaby siehe Quasar.                         |
| 140/60-13                       | 15/46  | 12/38    | 9,71      | Runner 180 VXR                                                 |
| 120/70-10                       | 15/46  | 15/42    | 8,59      | Vespa LX 125, Vespa ET4 (M19), X9 200                          |
| 120/70-10                       | 15/46  | 16/41    | 7,86      | Vespa LX 150                                                   |
| 130/70-12                       | 15/46  | 15/41    | 8,38      | Vespa GT 200, Runner 200 VXR, Hexagon 180 GTX                  |
| 130/70-12                       | 15/46  | 14/42    | 9,20      | Runner 180 VXR                                                 |
| 140/70-14                       | 15/46  | 15/42    | 8,59      | X9 200                                                         |
| Tuninggetriebe                  |        |          |           |                                                                |
| Polini                          | 17/44  |          |           | Polini primär (202.1389)                                       |
| Polini                          |        | 16/42    |           | Polini sekundär (202.1399)                                     |
| Malossi                         | 18/45  |          |           | Malossi primär (6711492)                                       |
| Malossi                         |        | 15/41    |           | Malossi sekundär kurz (6712067)                                |
| Malossi                         |        | 16/42    |           | Malossi sekundär lang (6711860)                                |
| Getriebekombinationen (Auswahl) |        |          |           |                                                                |
|                                 | 17/44  | 15/53    | 9,15      | Polini primär (202.1389) + Vespa GTS 125 sekundär              |
|                                 | 15/46  | 15/41    | 8,38      | original + Malossi kurz (6712067)                              |
|                                 | 15/46  | 16/42    | 8,05      | original + Malossi lang (6711860)                              |
|                                 | 17/44  | 14/44    | 8,77      | Polini primär (202.1389) + X8 125 sekundär                     |
|                                 | 17/44  | 15/42    | 7,25      | Polini primär (202.1389) + X9 200 sekundär                     |
|                                 | 17/44  | 16/41    | 6,63      | Polini primär (202.1389) + Vespa LX 150 sekundär               |
|                                 | 18/45  | 16/41    | 6,41      | Malossi primär (6711492) + Vespa LX 150 sekundär               |

- a) Eine Umdrehung am Hinterrad entspricht 10,37 Umdrehungen an der Kupplung, das berechnet sich bei der Piaggio X8 125 mit 46/15*44/13 = 10,37.

## Schwachstellen
Motoren der Leader-Generation gelten als ausgereift, zuverlässig und erreichen bei normaler Pflege auch über 100.000 Kilometer. Schwachstellen werden allenfalls nach einem Motortuning oder entsprechender Fahrweise sichtbar. Eine derartige Schwachstelle war anfangs die Steuerkette für den Ventiltrieb der wassergekühlten 200-cm³-Motoren, die sich mit der Zeit dehnte, so dass der Steuerkettenspanner die Kette nicht mehr ausreichend spannen konnte. Eine weitere konstruktive Schwachstelle sind die Lagerschalen der Kurbelwelle, die nicht getauscht werden können. Bei einer schadhaften Lagerschale, meist ein Folgeschaden von verirrten Metallspänen im Ölkreislauf, muss die Gehäusehälfte getauscht werden. Beides tritt aber äußerst selten auf. Lästiger sind da schon die schlechten Kaltlaufeigenschaften des Walbro-Vergasers, der in frühen Jahren zum Einsatz kam.

## Tuning
Von Malossi, Polini und Kübler gibt es fertige Sätze, um den Hubraum des Leader-Motors zu erhöhen und ihm mehr Leistung abzuverlangen. Während Malossi und Polini auf den bestehenden Kolbenhub aufbauen, ändert Kübler auch den Hub, was einen Tausch der Kurbelwelle erforderlich macht. Kübler verwendet dazu Bauteile, die für Quasarmotoren gebaut wurden und modifiziert diese. Ein derartiger Eingriff in den Motor ist finanziell und technisch aufwändig, so dass oft der Ankauf des nächstgrößeren Modells zu überlegen ist.
| Hersteller                   | Polini                 | Polini                 | Malossi                | Malossi                | Kübler                 | Kübler                 |
| Hubraum                      | 187 cm³                | 209 cm³                | 209 cm³                | 218 cm³                | 269 cm³                | 282 cm³                |
| geeignet für                 | luftgekühlte           | wassergekühlte Motoren | wassergekühlte Motoren | wassergekühlte Motoren | wassergekühlte Motoren | wassergekühlte Motoren |
| Kühlung                      | luftgekühlt            | wassergekühlt          | wassergekühlt          | wassergekühlt          | wassergekühlt          | wassergekühlt          |
| Gemischbildung               | Vergaser, Einspritzung | Vergaser, Einspritzung | Vergaser, Einspritzung | Vergaser, Einspritzung | Vergaser, Einspritzung | Vergaser, Einspritzung |
| Ventile                      | 2                      | 4                      | 4                      | 4                      | 4                      | 4                      |
| Bohrung × Hub (mm)           | 70,0 × 48,6            | 74,0 × 48,6            | 74,0 × 48,6            | 75,5 × 48,6            | 72,0 × 60,0            | 75,5 × 63,0            |
| max. Leistung (PS) bei 1/min |                        |                        |                        |                        |                        |                        |
| Verdichtung                  | 11,5 : 1               |                        |                        | 12,5 : 1               |                        |                        |